# CPI da Petrobras

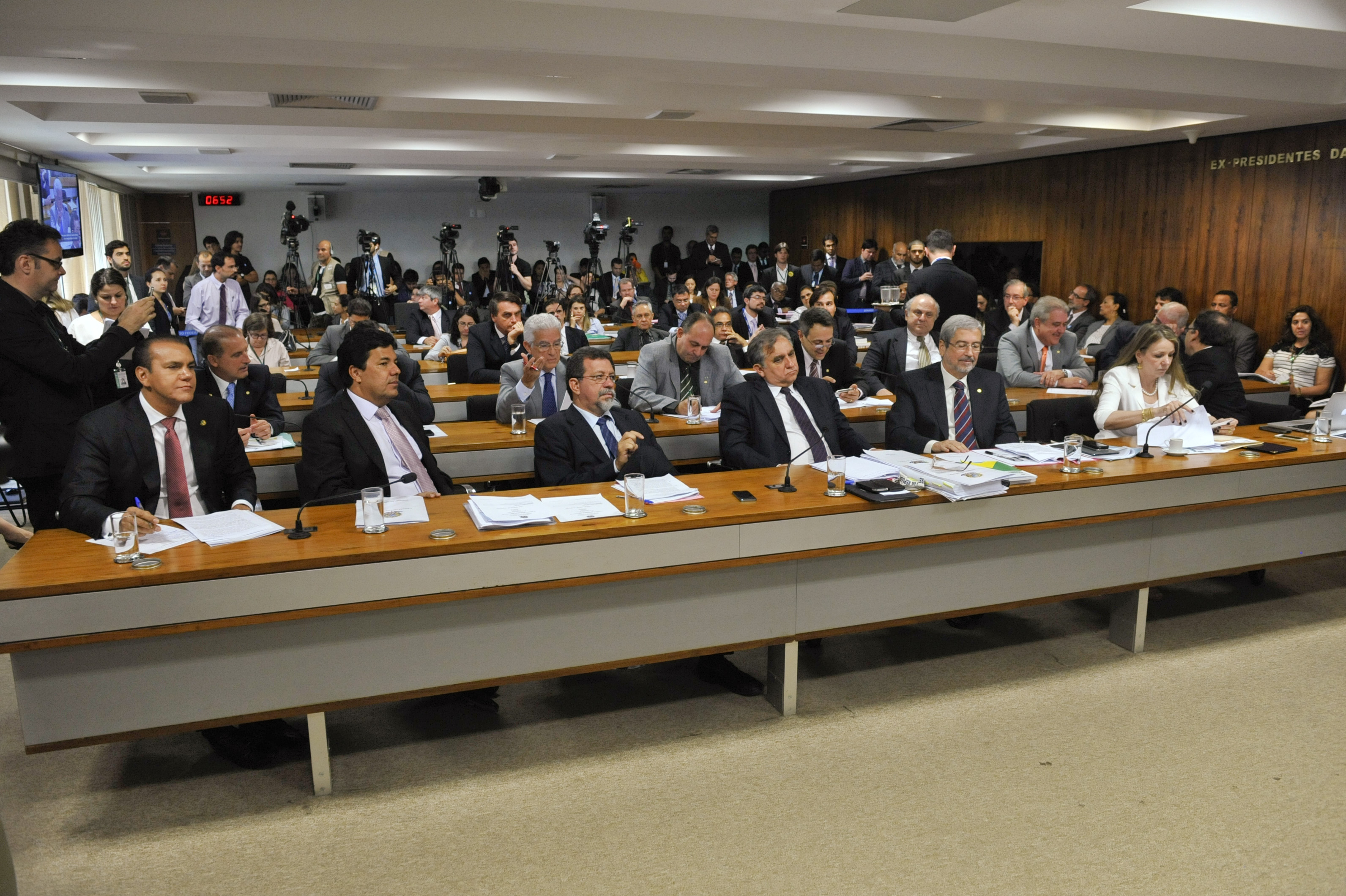
Sala de comissões do Senado Federal durante reunião da CPI Mista da Petrobras, em 29 de outubro de 2014.

CPI da Petrobras é uma Comissão Parlamentar de Inquérito (CPI) criada inicialmente em 2009, continuada em 2014 com as investigações de corrupção da Petrobras pela Lava Jato é que ganhou maior repercussão. Em 2014 foi criada como comissão mista (CPMI), inicialmente no Senado do Brasil, e posteriormente em fevereiro de 2015 na Câmara dos Deputados para investigar o escândalo da Petrobras, relacionados a superfaturamento e gestão temerária na construção de refinarias no Brasil, à constituição de empresas subsidiárias e sociedades de propósito específico pela Petrobras com o fim de praticar atos ilícitos, ao superfaturamento e gestão temerária na construção e afretamento de navios de transporte, navios-plataforma e navios-sonda, a irregularidades na operação da companhia Sete Brasil e na venda de ativos da Petrobras na África.
Foram criadas ao total três comissões de inquérito, sendo duas CPIs, uma em 2009 e outra em 2015 e uma CPMI em 2014.

## Antecedentes

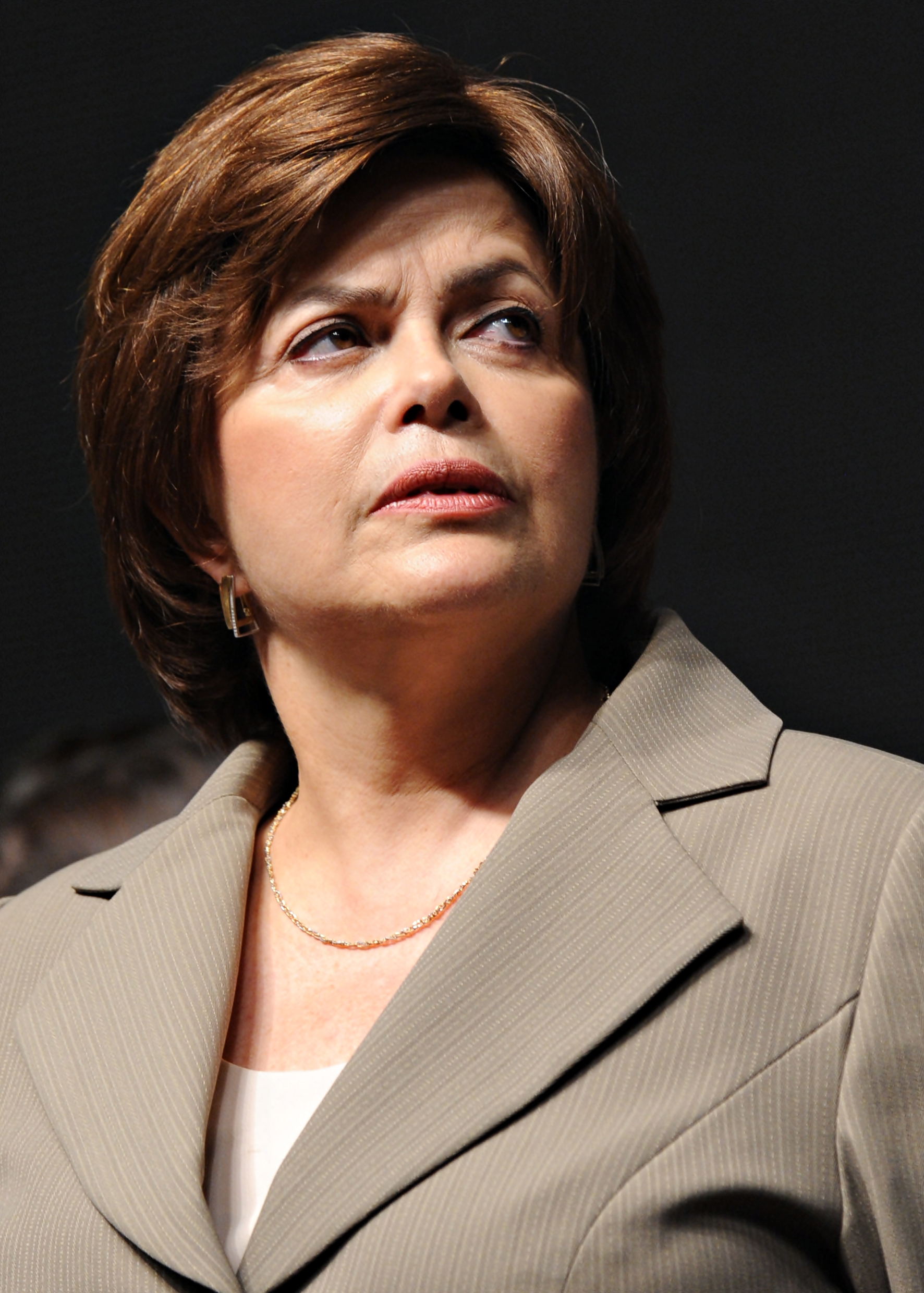
Dilma Rousseff, então ministra em 2009, se opunha à criação da CPI.

### 2009

#### Dilma contrária à CPI
Em 22 de maio de 2009, a então ministra-chefe da Casa Civil, Dilma Rousseff, e pré-candidata à presidência, deu uma entrevista que foi gravada em vídeo contrária a instalação de uma CPI da Petrobras, afirmando:
“Eu acredito que a Petrobras é uma empresa tão importante do ponto de vista estratégico, no Brasil, mas também por ser a maior empresa, a maior empregadora, a maior contratadora de bens e serviços e a empresa que, hoje, vai ocupar cada vez mais, a partir do pré-sal, espaço muito grande, né? Ela é uma empresa que tem de ser preservada. Acho que você pode, todos os objetos, pelos menos os que eu vi da CPI, você pode investigar usando TCU (Tribunal de Contas da União) e o Ministério Público. Essa história de falar que a Petrobras é uma caixa-preta. Ela pode ter sido uma caixa-preta em 97, em 98, em 99, em 2000. A Petrobras de hoje é uma empresa com um nível de contabilidade dos mais apurados do mundo. Porque, caso contrário, os investidores não a procurariam como sendo um dos grandes objetos de investimento. Investidor não investe em caixa-preta desse tipo. Agora, é espantoso que se refiram dessa forma a uma empresa do porte da Petrobras. Ninguém vai e abre ação na Bolsa de Nova York e é fiscalizado pela Sarbanes-Oxley e aprovado sem ter um nível de controle bastante razoável”

### 2014

#### Reuniões para evitar a CPMI
Um encontro entre o ex-presidente Luiz Inácio Lula da Silva e a presidente Dilma, em abril de 2014, foi discutido que o Palácio do Planalto deveria "fazer de tudo" para evitar a CPI, considerada por Lula uma arma perigosa contra Dilma, em razão da compra de Pasadena pela Petrobras, presidida o conselho na época por Dilma Rousseff.

#### Mandado de segurança
A senadora Ana Rita Esgário (PT-ES) impetrou, no Supremo Tribunal Federal (STF), mandado de segurança em que pediu a suspensão da instalação da CPI com o objetivo de apurar denúncias de irregularidades na Petrobras. Segundo a senadora, a CPI se propunha a investigar fatos generalizados e desconexos, em afronta à Constituição Federal.
Ao pedir liminarmente a suspensão da CPI, a senadora do Partido dos Trabalhadores alegou que sua instauração colocaria em risco a imagem e o funcionamento da estatal, dificultaria o exercício do direito de defesa e abriria margem para a exploração política do acontecimento, em razão de ser próximo a período eleitoral.

## CPI da Petrobras no Senado (2009)
A CPI da Petrobras foi instalada em 14 de julho de 2009 no Senado Federal com a eleição do senador João Pedro (PT-AM) como presidente, por oito votos contra três do senador Álvaro Dias (PSDB-PR).
O presidente eleito, indicado pela base do governo tomou assento e designou para a relatoria da comissão o líder do governo no Senado, Romero Jucá (PMDB-RR). O vice foi Marcelo Crivella (PRB-RJ).

### Finalidade
A CPI é destinada a apurar, no prazo de cento e oitenta dias, irregularidades envolvendo a Petrobras e a Agência Nacional do Petróleo, Gás Natural e Biocombustíveis (ANP), relacionadas com:
- Indícios de fraudes nas licitações para reforma de plataformas de exploração de petróleo, apontadas pela operação "Águas Profundas" da Polícia Federal;[12]
- Graves irregularidades nos contratos de construção de plataformas, apontadas pelo Tribunal de Contas da União;[12]
- Indícios de superfaturamento na construção da refinaria Abreu e Lima, em Pernambuco, apontados por relatório do Tribunal de Contas da União;[12]
- Denúncias de desvios de dinheiro dos "royalties" do petróleo, apontados pela operação "Royalties", da Polícia Federal;[12]
- Denúncias do Ministério Público Federal sobre fraudes envolvendo pagamentos, acordos e indenizações feitos pela ANP a usineiros;[12]
- Denúncias de uso de artifícios contábeis que resultaram em redução do recolhimento de impostos e contribuições no valor de 4,3 bilhões de reais;[12]
- Denúncias de irregularidades no uso de verbas de patrocínio da estatal.[12]

### Composição

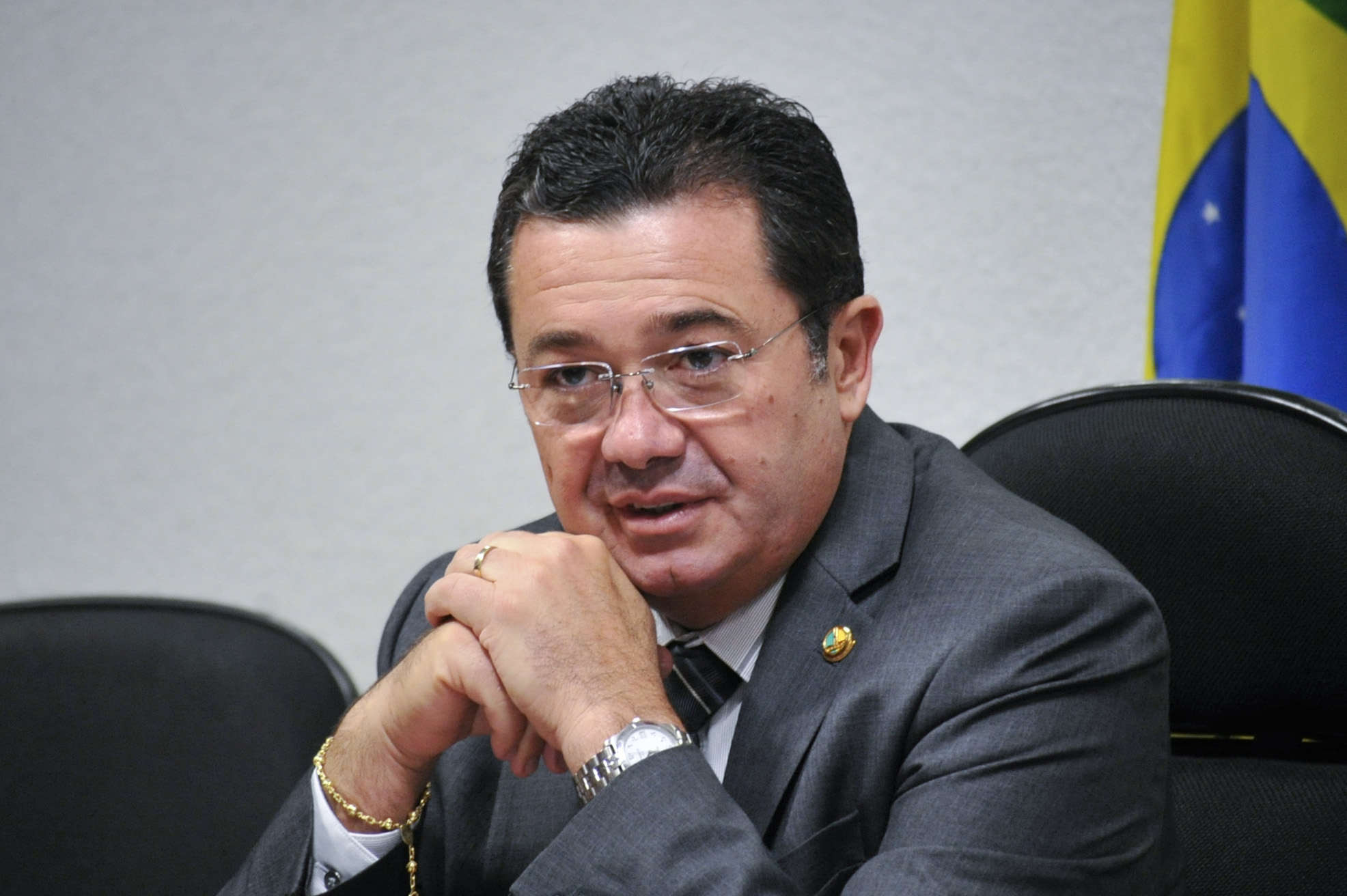
O presidente do colegiado, senador Vital do Rêgo Filho (PMDB-PB) durante audiência na CPMI da Petrobras

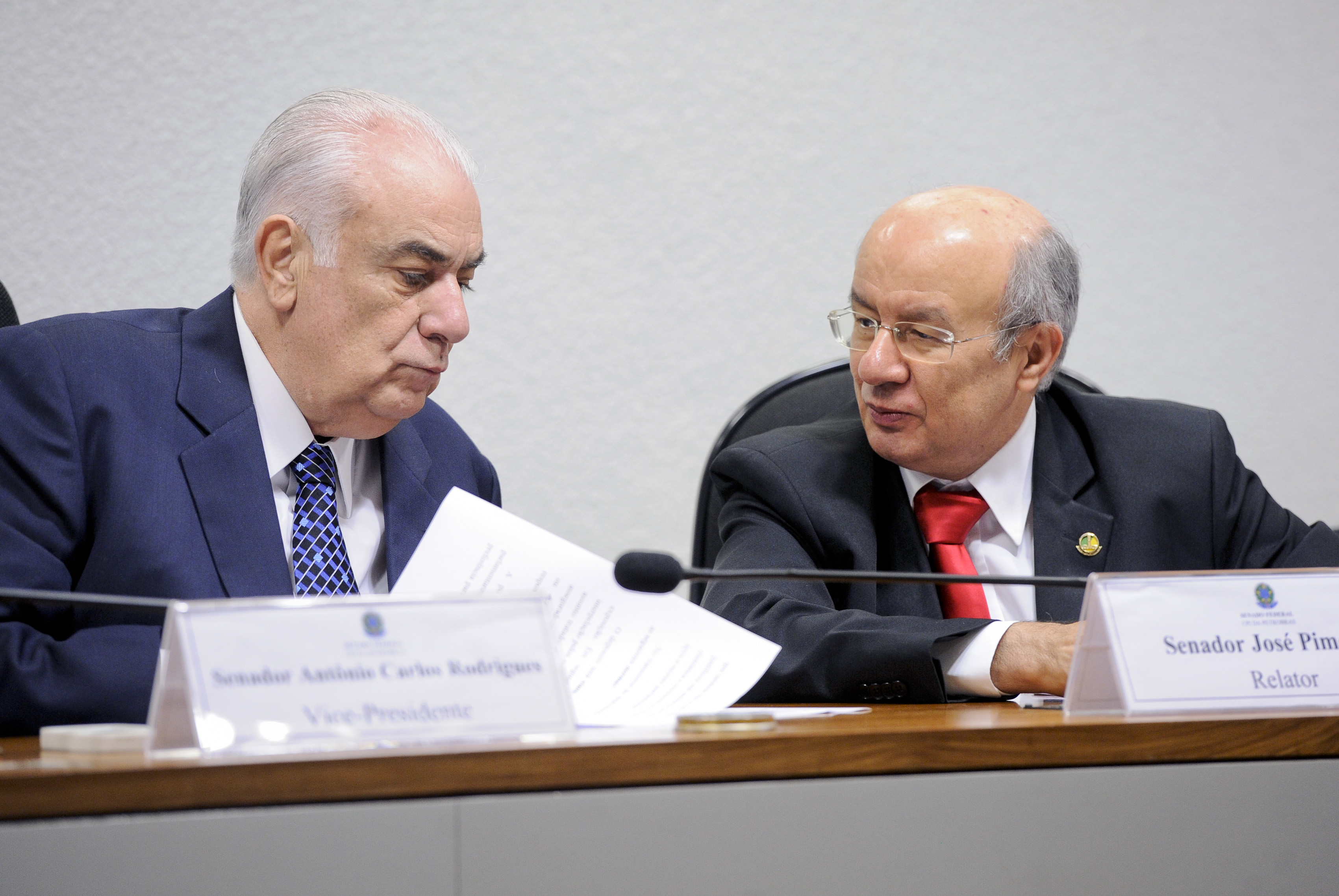
Antonio Carlos Rodrigues (PR-SP), vice-presidente da CPMI e José Pimentel (PT-CE), relator da CPMI

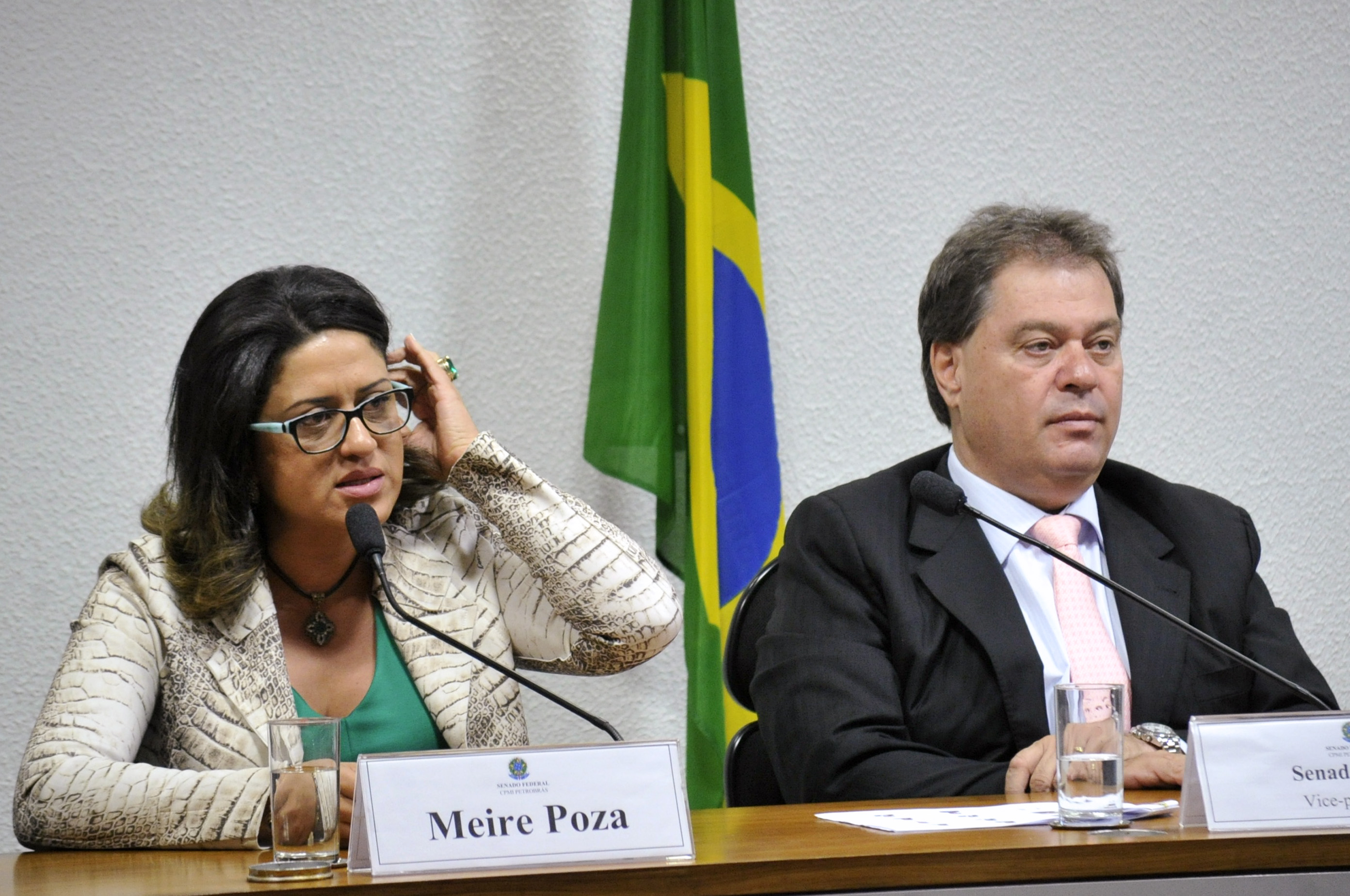
Depoimento da contadora do Youssef, Meire Poza, na CPI Mista

Integrantes da CPI da Petrobras no Senado:
- João Pedro (PT-AM)
- Romero Jucá (PMDB-RR)
- Marcelo Crivella (PRB-RJ)
- Antonio Carlos Junior (DEM-BA)
- Alvaro Dias (PSDB-PR)
- Sérgio Guerra (PSDB-PE)
- Ideli Salvatti (PT-SC)
- Paulo Duque (PMDB-RJ)
- Fernando Collor (PTB-AL)
- Jefferson Praia (PDT-AM)

### Desdobramentos
Em 30 de julho de 2009, foi publicado uma Ata do Conselho de Administração da Petrobras da qual revela que o presidente da estatal à época, José Sérgio Gabrielli, considerou nada haver de “ilegal” ou “anormal” nos negócios então em curso que merecesse investigação.

### Reunião para impedir a CPI
Em 2016 foi divulgado na imprensa um vídeo do ano de 2009 entregue ao Ministério Público Federal, parte da denúncia contra o deputado Eduardo da Fonte (PP-PE), mostra, o então presidente do PSDB Sérgio Guerra em uma reunião com o então diretor de Abastecimento da Petrobras, Paulo Roberto Costa, Eduardo da Fonte, o lobista Fernando Falcão Soares, um executivo da Queiroz Galvão, Ildefonso Colares Filho, e um empreiteiro da Galvão Engenharia, Erton Medeiros. No encontro, segundo a Procuradoria-Geral da República, os seis discutiram ‘a necessidade de concluir as investigações da CPI da Petrobras de 2009 com um relatório genérico sem a responsabilização dos envolvidos.

## CPMI da Petrobras (2014)

### Composição
Integrantes da CPMI da Petrobras:
- Acir Gurgacz (PDT-RO)
- Álvaro Dias (PSDB)
- Aníbal Diniz (PT-AC)
- Antonio Carlos Rodrigues (PR-SP)
- Ataídes Oliveira (Pros-TO)
- Ciro Nogueira (PP-PI)
- Gim Argello (PTB-DF)
- Humberto Costa (PT-PE)
- João Alberto Souza (PMDB-MA)
- José Pimentel (PT-CE)
- Kátia Abreu (PMDB-TO)
- Valdir Raupp (PMDB-RO)
- Vanessa Grazziotin (PCdoB-AM)
- Vital do Rêgo Filho (PMDB-PB)

### Convocados
Dentre os convocados, estão:
- Alberto Youssef[17]
- Graça Foster[18]
- Nestor Cerveró[19]
- Jorge Zelada[20]
- Paulo Roberto Costa[21]
- Pedro Barusco[22]
- Sergio Gabrielli[18]
- Glauco Colepicolo Legatti (gerente da Petrobras)[23]
- Márcio Bonilho (diretor da empresa Sanko Sider)[24]
- Meire Poza (contadora de Youssef)[25]

### Cronograma
Em 3 de junho de 2014, foi aprovado o plano de trabalho da Comissão Parlamentar Mista de Inquérito da Petrobras. De início, os deputados e senadores deram prioridade à análise de informações sobre as denúncias de irregularidades na estatal. Na primeira votação de requerimentos da CPMI, foram aprovados pedidos de acesso a documentos e informações ao Ministério Público, ao Supremo Tribunal Federal, à Polícia Federal e à Justiça Federal.
Além disto, foi aprovado requerimento para que a comissão tenha acesso a todos os contratos da Petrobras com empresas que estejam relacionadas a investigação da CPMI.

### Desdobramentos
Ao final de 2014, O ex-diretor Paulo Roberto Costa, preso pela PF na Operação Lava Jato, afirmou na CPMI que o esquema de propina não é exclusividade da estatal. “O que acontecia na Petrobras acontece no Brasil inteiro: nas rodovias, nas ferrovias, nos portos, nos aeroportos, nas hidrelétricas. De acordo com Paulo Roberto Costa é só pesquisar, porque acontece, disse, durante acareação com o ex-diretor Nestor Cerveró.
Com relação a Pasadena, de acordo com Paulo Roberto Costa, a responsabilidade pela compra da refinaria, nos Estados Unidos, é do conselho de administração da estatal. “A responsabilidade final de aprovar uma compra de um ativo como Pasadena é 100% do conselho de administração. A Petrobras tem uma diretoria que faz uma indicação”, afirmou.

### Colaborações
Na CPMI da Petrobras, o ex-gerente da Petrobras, Pedro Barusco, foi um dos poucos que prestaram depoimentos dentre os que foram convocados pela CPMI. Em depoimentos na CPMI da Petrobras, Barusco afirmou que pagamento irregular era ‘endêmico’ e ‘institucionalizado’. Barusco disse ainda que, junto com seu antigo chefe, o ex-diretor de Serviços e Engenharia Renato de Souza Duque, recebeu pagamentos relativos a mais de sessenta contratos firmados pela estatal e que Duque ficava com a maior parte da propina. As declarações dele foram incluídas pela Polícia Federal nos relatórios finais dos inquéritos relativos às empreiteiras Engevix e UTC Engenharia e Constran.

### Refinaria de Pasadena
A refinaria de Pasadena, adquirida pela Petrobras em 2007 foi alvo da CPMI da Petrobras em razão da péssima aquisição - considerada o pior negócio da história do capitalismo mundial - por ter sido pago US$ 1,3 bilhão, em uma refinaria avaliada antes em US$ 126 milhões.
Em 17 de dezembro de 2014, uma auditoria apresentada pela Controladoria Geral da União (CGU) constatou que a Petrobras teve um prejuízo de US$ 659,4 milhões (R$ 1,8 bilhão) na compra da refinaria de Pasadena, no Texas. A CGU considerou que a estatal brasileira pagou um montante muito superior ao valor real.

### Fraude na CPMI
Em agosto de 2014, reportagem publicada na revista Veja disse que a então presidente da Petrobras, Maria das Graças Foster, e ex-dirigentes da estatal ouvidos na CPI da Petrobras no Senado que investiga a estatal tiveram acesso prévio a perguntas - e respostas - que seriam feitas por parlamentares governistas durante as sessões. A revista informa que teve acesso a um vídeo de uma reunião em que o chefe do escritório da Petrobras em Brasília, José Eduardo Sobral Barrocas, e um advogado da empresa, Bruno Ferreira, teriam tratado do assunto. De acordo com a revista, servidores da estatal redigiram respostas às perguntas que seriam feitas e repassaram o material a Foster, ao ex-presidente da Petrobras José Sérgio Gabrielli e ao ex-diretor da Área Internacional Nestor Cerveró.
Dilma, procurou se afastar do caso, dizendo se tratar de um assunto do Congresso. “Essa [denúncia] é uma questão que deve ser respondida pelo Congresso”, disse Dilma ao ser questionada pelos jornalistas que a acompanhavam.

### Propina na CPMI
De acordo com a delação premiada de Delcídio do Amaral homologada pelo Supremo Tribunal Federal em 14 de março de 2016 indica que houve pagamentos de propina em dinheiro vivo para que determinados parlamentares da CPI evitassem a convocação de empreiteiros envolvidos com o escândalo da Petrobras. Entre os nomes, estão Vital do Rêgo (PMDB), presidente da CPMI e Marco Maia (PT), relator dos trabalhos do colegiado.

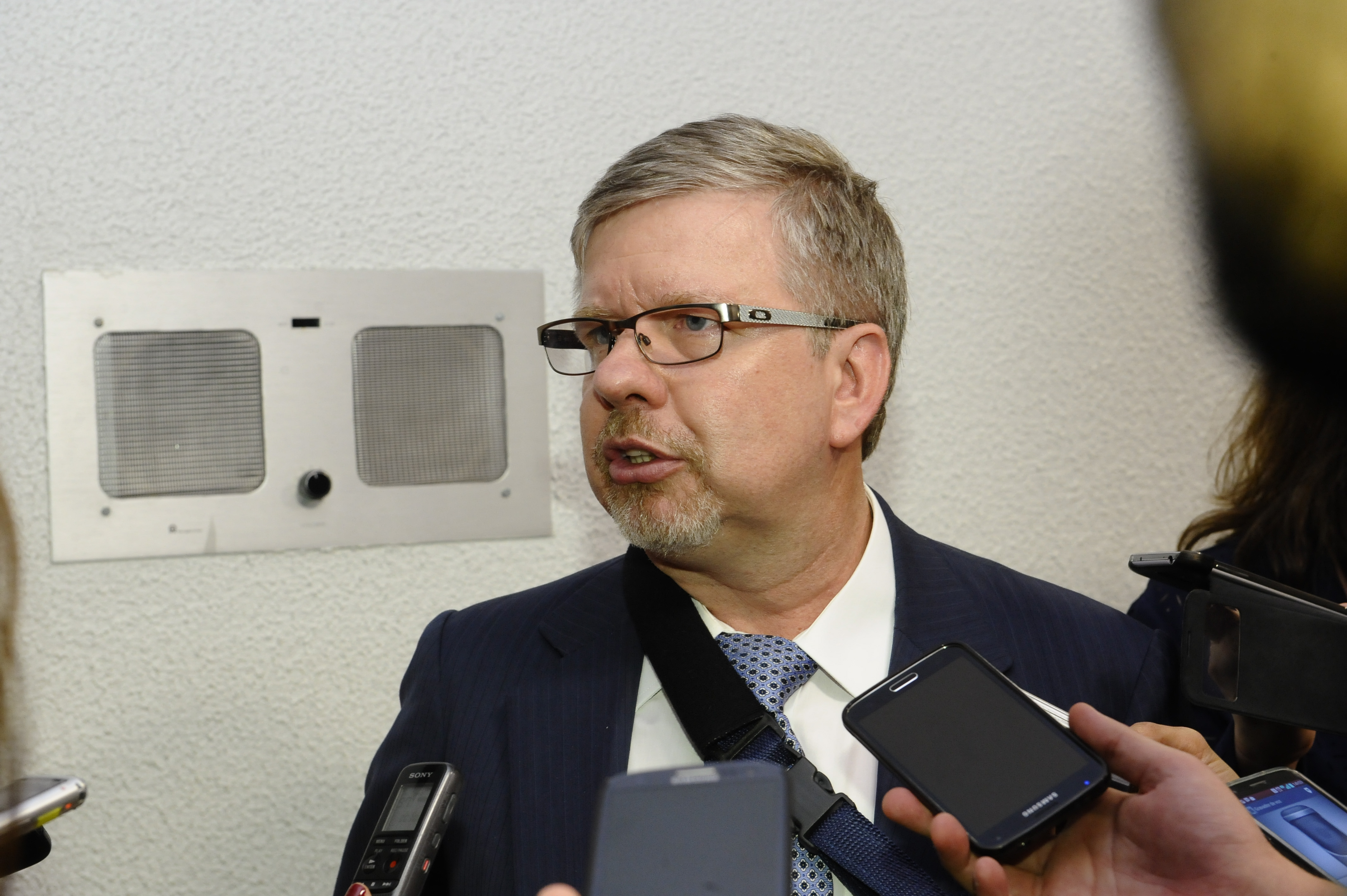
Marco Maia (PT) acusado de receber propina para evitar convocação de empreiteiros dando entrevista no Senado.

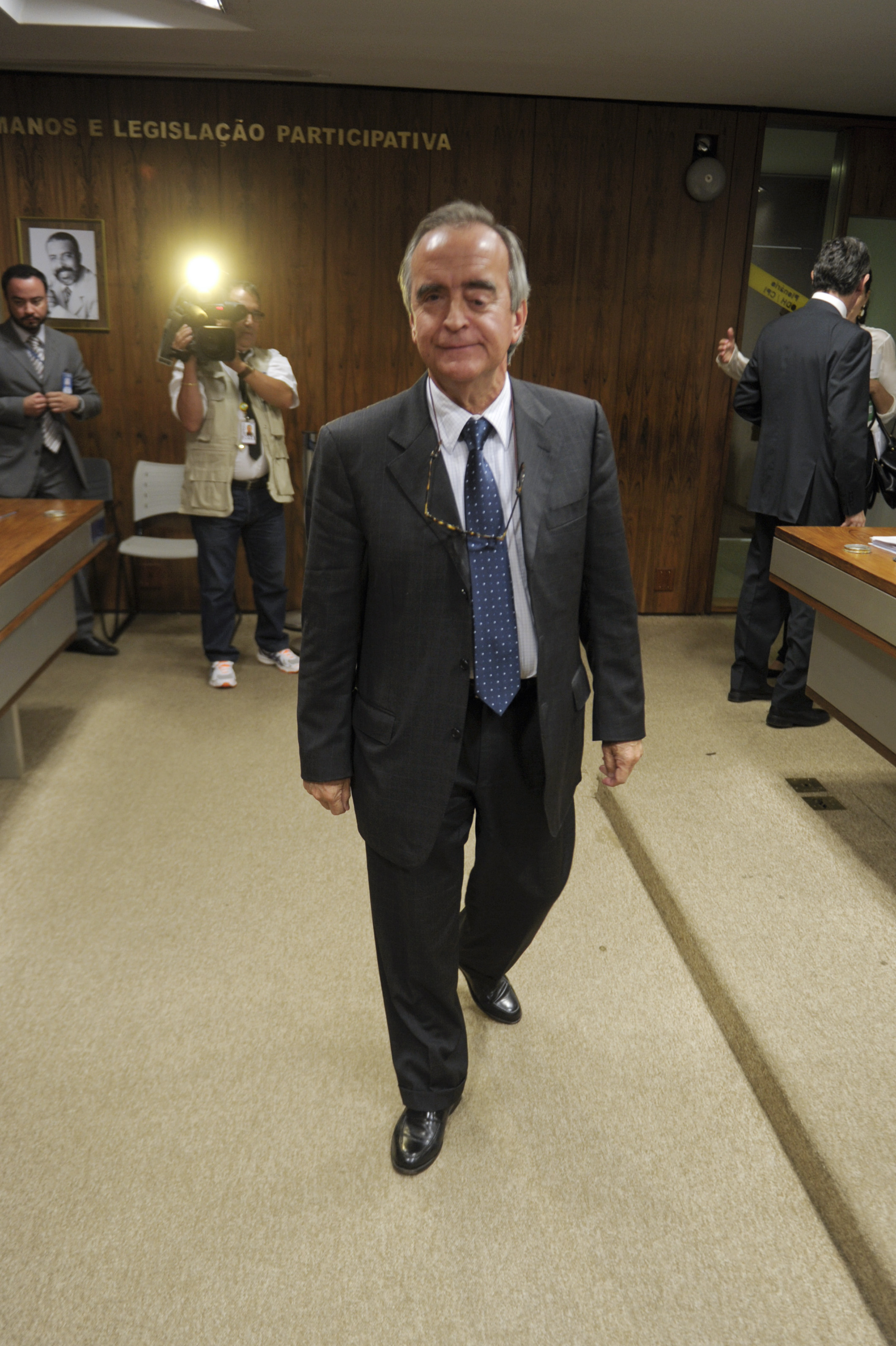
Nestor Cerveró após o término da CPMI.

### Conclusão e críticas
O relatório final da CPI mista de 10 de dezembro de 2014 teve quase mil páginas e nenhum pedido de indiciamento. O relator, deputado Marco Maia, do PT, apenas recomendou o aprofundamento das investigações. O parecer aponta superfaturamento de US$ 4,2 bilhões nas obras da Refinaria Abreu e Lima, em Pernambuco.
Marco Maia não fez qualquer ligação das irregularidades com partidos políticos. O ex-diretor da Petrobras Paulo Roberto Costa e o doleiro Alberto Youssef contaram em depoimentos à Justiça que PT, PMDB e PP se beneficiaram do esquema de corrupção na empresa.
O texto de Maia, produzidas após sete meses de investigação e 23 depoimentos, foi alterado em 17 de dezembro. Em uma das mudanças, ele detalhou os pedidos de indiciamento e os crimes relacionados. Segundo Maia, quando o relatório inicial, apresentado em 10 dezembro, defendeu um pedido para o Ministério Público “aprofundar as investigações”, o significado real já era uma solicitação de indiciamento.
Os parlamentares da oposição criticaram o resultado final da comissão. Para o líder do PSD na Câmara, deputado Rubens Bueno (PR), o texto aprovado é um relatório chapa branca. “Esse relatório chapa branca apresentado hoje e aprovado pela base do governo é um sinal de que não querem aprofundar qualquer tipo de investigação. O que eles querem é passar a mão na cabeça, blindar, jogar sujeira para baixo do tapete, lamentavelmente.”
Para o deputado Onyx Lorenzoni (DEM-RS), a única certeza do resultado é a necessidade de haver uma nova CPMI na próxima legislatura, o que de fato ocorreu em fevereiro de 2015. “Precisamos de uma nova CPI, sem nenhuma dúvida, na expectativa de que o Parlamento se debruce para continuar as investigações.” Segundo ele, todo o acervo de informações da CPMI será transferido para a futura comissão ter “um patamar mínimo” para começar as investigações.
Para o deputado do DEM, líder do partido, Mendonça Filho, “Essa foi uma das operações mais lesivas ao patrimônio público e à Petrobras, significando um prejuízo de mais de US$ 1 bilhão, o que é uma coisa absurda”.
Em 18 de dezembro de 2014, a Comissão Parlamentar Mista de Inquérito (CPMI) da Petrobras aprovou o novo relatório do deputado Marco Maia que pediu o indiciamento de 52 pessoas pelos crimes de participação em organização criminosa, lavagem de dinheiro e corrupção passiva, entre elas o ex-diretor da estatal Paulo Roberto Costa. Desse total, 23 já são réus em processos na Justiça Federal do Paraná, derivados da Lava Jato. A comissão não chegou a votar o relatório paralelo feito por partidos da oposição.

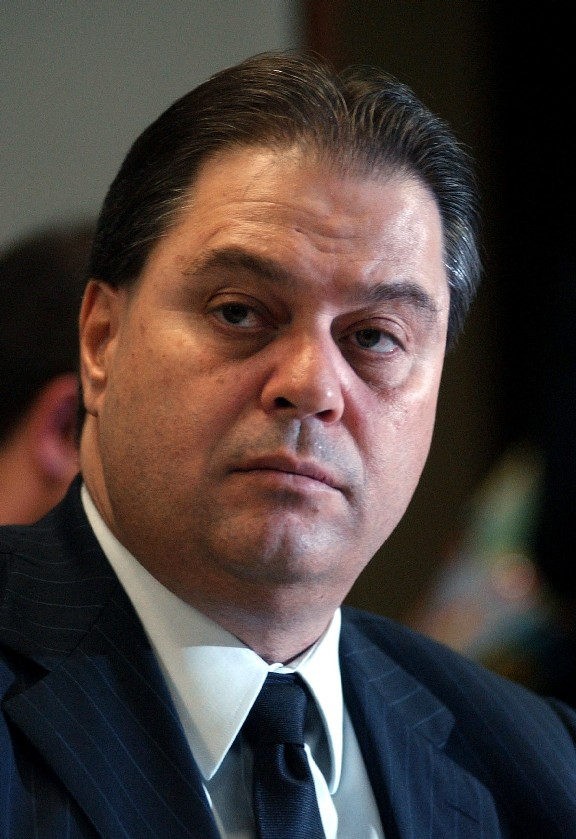
Gim Argello, preso na Vitória de Pirro, 28ª fase da Lava Jato.

### Fatos posteriores relacionados
Em 12 de abril de 2016, o ex-senador Jorge Afonso Argello conhecido como Gim Argello foi preso preventivamente na operação Vitória de Pirro, a 28ª fase da Operação Lava Jato por cobrar pedágio para que empreiteiros da Construtora OAS e da UTC Engenharia não fossem convocados para a comissão parlamentar mista de inquérito da Petrobras. De acordo com o MPF, foram colhidas evidências do pagamento de propina a Gim Argello pelas empreiteiras UTC Engenharia (R$ 5 milhões) e OAS (R$ 350 mil).
Em 2014, o executivo da UTC, Ricardo Pessoa não foi convocado para depor na CPI da Petrobras no Senado, e na Comissão Parlamentar Mista de Inquérito que investigou a estatal. Gim Argello integrou ambas comissões.
Os fatos investigados nesta fase da Lava Jato apuram a prática dos crimes de concussão, corrupção ativa, associação criminosa e lavagem de dinheiro.

## CPI da Petrobras na Câmara (2015)

### Composição
Integrantes da CPI da Petrobras na Câmara dos Deputados:
- Presidente: Hugo Motta (PMDB-PB)
- 1º Vice-presidente: Antônio Imbassahy (PSDB-BA)
- 2º Vice-presidente: Félix Mendonça Júnior (PDT-BA)
- 3º Vice-presidente: Kaio Maniçoba (PHS-PE)
- Relator: Luiz Sérgio (PT-RJ)
- Sub-relator: Altineu Cortes (PR-RJ)
- Sub-relator: Bruno Covas (PSDB-SP)
- Sub-relator: Arnaldo Faria de Sá (PTB-SP)
- Sub-relator: André Moura (PSC-SE)
- Sub-relator: Valmir Prascidelli (PT-SP)

### Convocados
Dentre os convocados, estão:
- Adir Assad[47]
- André Vargas[48][49]
- Alberto Youssef[50]
- Aldemir Bendine[51]
- Graça Foster[52]
- Sérgio Gabrielli[52]

- João Vaccari Neto[53]
- Jorge Zelada[54]
- José Dirceu[55]
- José Eduardo Cardozo[56]
- Luciano Coutinho[53]
- Luiz Argolo[49]
- Marcelo Odebrecht[56]
- Nelma Kodama[57]
- Luccas Pace Júnior[58]
- Paulo Okamotto[59]
- Paulo Roberto Costa[50]
- Pedro Barusco[53]
- Pedro Corrêa[49]
- Ricardo Pessoa[60]
- Caio Gorentzvaig[61]
- Júlio Camargo[62]
- Leonardo Meirelles[61]

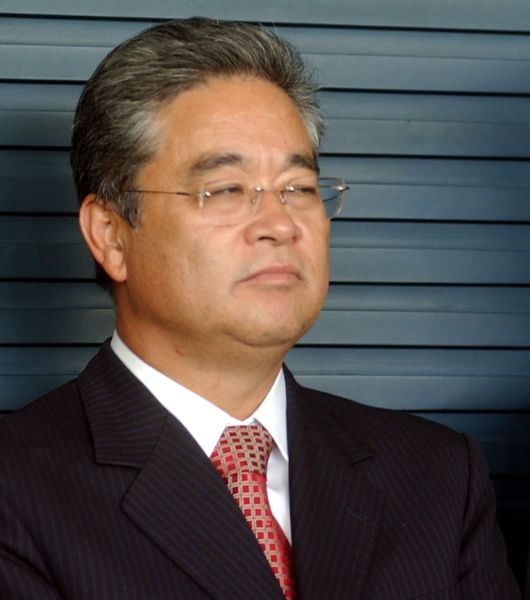
O presidente do Instituto Lula, Paulo Okamotto, foi um dos convocados para depor na CPI da Petrobras em 2015.

- Rafael Ângulo (funcionário de Youssef)[61]
- Ricardo Hoffmann (publicitário ligado a André Vargas)[48]

### Cronograma
Em 23 de fevereiro de 2015, o líder do PMDB na Câmara, deputado Leonardo Picciani (RJ), confirmou a indicação do deputado Hugo Motta (PMDB-PB) para ocupar a Presidência da Comissão Parlamentar de Inquérito (CPI) da Petrobras. Picciani disse ainda que Motta deveria conduzir com “vigor” as investigações sobre a corrupção nos contratos da petroleira. “Hugo Motta presidiu em 2014, com muita altivez e muita competência, a Comissão de Fiscalização Financeira e Controle da Câmara, o que o credencia para conduzir com muito vigor as investigações sobre os escândalos da Petrobras”, declarou.
No início da sessão que instalou a CPI, o deputado Ivan Valente (PSOL-RJ) apresentou uma questão de ordem pedindo a destituição dos parlamentares que receberam doações de campanha de empreiteiras implicadas na Operação Lava Jato.

### Desdobramentos

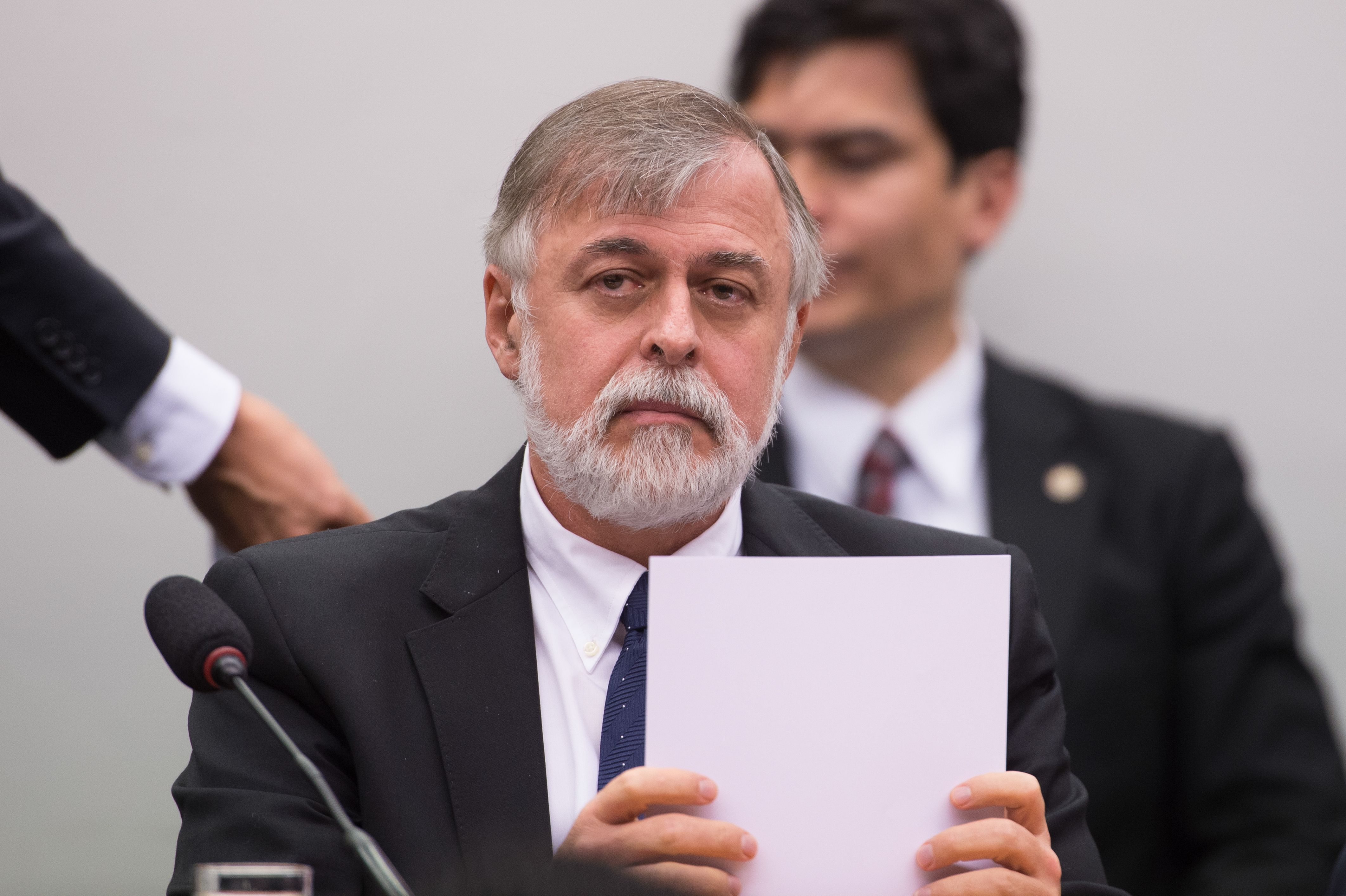
Paulo Roberto Costa na CPI da Petrobras na Câmara dos Deputados em 5 de maio de 2015.

Em 12 de março de 2015, o presidente da Câmara dos Deputados, Eduardo Cunha (PMDB-RJ), afirmou em depoimento à CPI da Petrobras que não possuía nenhuma conta bancária no exterior. A declaração foi dada meses antes de vir à tona investigação aberta pelo Ministério Público suíço, que apontou a existência de quatro contas no nome dele no país europeu. Na ocasião, o peemedebista foi questionado pelo deputado Delegado Waldir (PSDB-GO) sobre a existência de contas na Suíça ou em algum paraíso fiscal. Cunha negou: "Não tenho qualquer tipo de conta em qualquer lugar que não seja a conta que está declarada no meu imposto de renda”, disse. As contas foram posteriormente bloqueadas pela Suíça.
Em 24 de março de 2015, a CPI da Petrobras aprovou requerimento de convocação do ex-presidente da Gasene Antônio Carlos Pinto de Azeredo. A Gasene é uma empresa responsável pela construção de gasodutos. Azeredo exerceu o cargo entre 2005 e 2011. Antônio Carlos Azeredo era dono de um escritório de contabilidade contratado pela estatal e admitiu, em entrevista publicada pelo O Globo em 24 de dezembro, ter sido apenas um "preposto" da companhia no cargo de presidente da transportadora. Segundo ele, a função exercida foi "puramente simbólica", em que assinava contratos mediante autorização expressa da Petrobras.

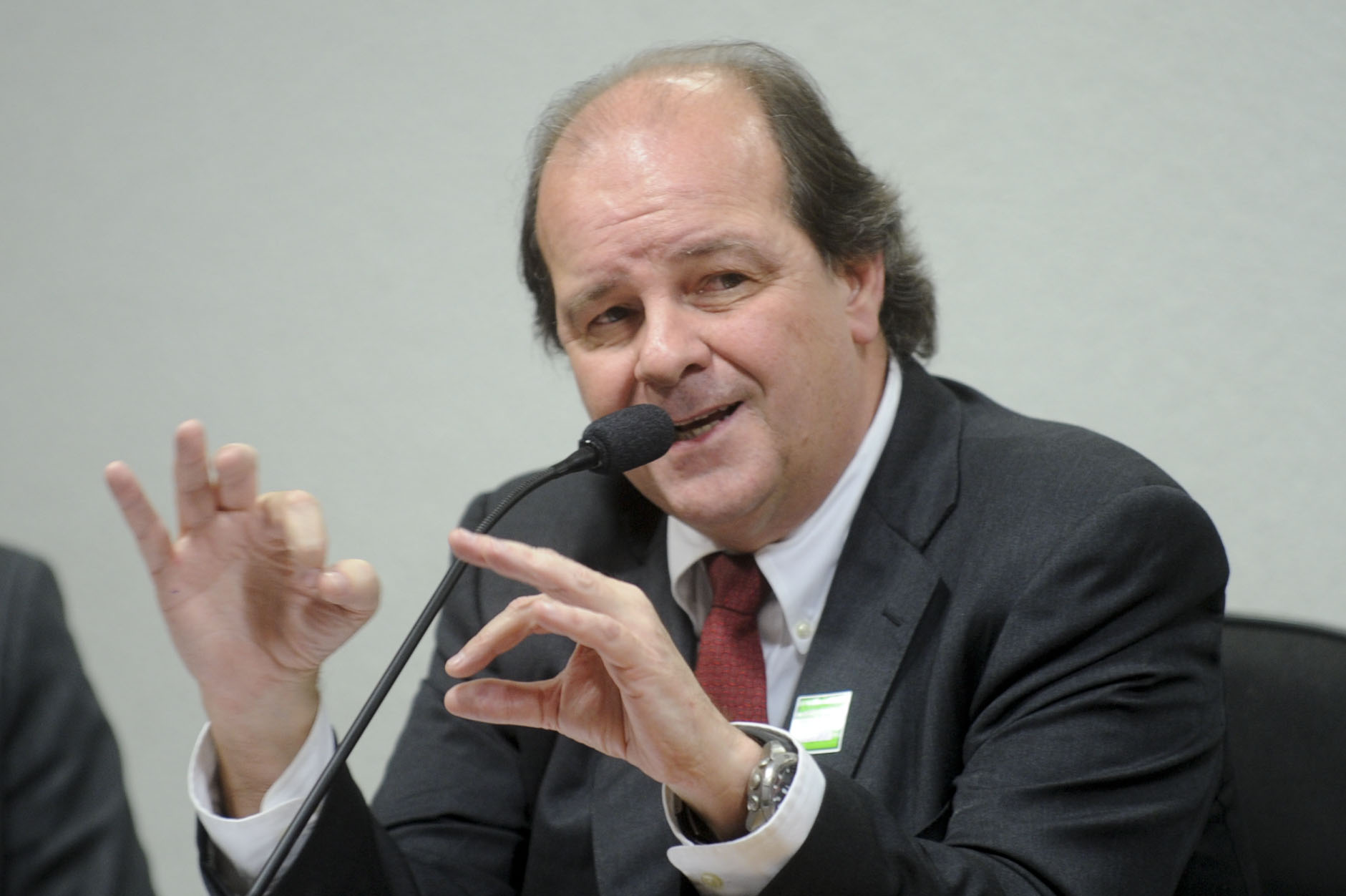
Jorge Zelada na CPI Mista da Petrobras em agosto de 2014.

Em 19 de maio de 2015, uma comitiva da CPI da Petrobras tomou em Londres o depoimento de Jonathan David Taylor, ex-diretor da empresa holandesa SBM Offshore, uma das fornecedoras da Petrobras. O ex-executivo da multinacional denunciou irregularidades em contratos assinados entre a companhia da Holanda e a estatal brasileira. Em entrevista publicada no jornal Folha de S.Paulo, Taylor relatou ter enviado à Controladoria-Geral da União (CGU), em agosto de 2014, dossiê que comprovaria que a empresa da SBM pagou propina a funcionários da Petrobras para fechar contratos de aluguel de plataformas. Segundo ele, porém, a investigação só teria sido aberta após a reeleição de Dilma.
Em junho de 2015, numa sessão tumultuada, a CPI aprovou 140 novos requerimentos, entre eles a convocação do presidente do Instituto Lula, Paulo Okamotto, quebras de sigilos e acareações. Exaltados, os petistas reclamaram que a ação foi orquestrada para expor o PT no dia da abertura de seu 5º Congresso. "Não pode transformar a CPI em tiro ao alvo ao PT", protestou Afonso Florence. Os tucanos acusaram o Partido dos Trabalhadores de impedir as investigações da CPI. "Bandidos do PT estão presos e eles não querem que sejam acareados?" provocou o líder do PSDB, Carlos Sampaio. "Hoje no PT tem bandidos de quinta categoria", continuou Sampaio.
Em 5 de agosto de 2015, o presidente da comissão Hugo Motta foi confrontado pelo colega parlamentar, deputado Júlio Delgado, que criticou o sigilo em torno dos resultados das investigações da empresa Kroll, contratada pela CPI para identificar e apurar movimentações financeiras, no exterior, de pessoas investigadas pela Lava Jato. Para o deputado, fica parecendo que a comissão está usando isso como cortina de fumaça para outros fins.
Em 27 de agosto de 2015, a CPI aprovou a convocação do ex-ministro José Dirceu e do ex-diretor da Petrobras Jorge Zelada. Os dois estavam presos no Paraná quando convocados. Dirceu teve de prestar depoimento para esclarecer a suspeita de que recebeu propina de fornecedores da estatal do petróleo por meio de sua empresa, a JD Consultoria. O ex-chefe da Casa Civil, que está preso na Superintendência da Polícia Federal desde o início de agosto, será ouvido pelos deputados federais no dia 31, em Curitiba, segundo o cronograma da CPI.
Em 2 de setembro de 2015, o ex-diretor da Petrobras Renato Duque chamou de “mentiroso” um dos delatores da Operação Lava Jato, que investiga o esquema de desvios em contratos da estatal. Em acareação realizada pela CPI da Petrobras, Duque disse que Augusto Ribeiro de Mendonça Neto, ex-executivo da Toyo Setal, era um “mentiroso contumaz” e afirmou que passar seis meses na prisão “não tem justificativa”. A acareação também contou com a presença do ex-tesoureiro do PT João Vaccari Neto.
Em 1º de outubro de 2015, a CPI da Petrobras aprovou requerimento para convocar o presidente da Petrobrás, Aldemir Bendine, para prestar esclarecimentos sobre a estatal à comissão.

### Colaborações
Na CPI da Petrobras praticamente todos os convocados permaneceram em silêncio, com raras exceções.

### Propina em 2009
Durante acareação, de 25 de agosto de 2015, na CPI da Petrobras, o doleiro Alberto Youssef e o ex-diretor da Petrobras Paulo Roberto Costa reafirmaram ter sido feito pagamento de R$ 10 milhões a Sérgio Guerra, do PSDB, para evitar uma CPI no Congresso, em 2009.
Segundo os delatores, a propina foi paga para esvaziar uma comissão parlamentar criada para investigar a Petrobras. De acordo com Youssef o valor de R$ 10 milhões foi pago pela empreiteira Camargo Corrêa ao então presidente do PSDB, senador Sérgio Guerra, morto em 2014. Costa acrescentou que foi procurado por Sérgio Guerra e pelo deputado Eduardo da Fonte (PP-PE) para tratar do pagamento, que seria destinado a “abafar” a CPI.” Da minha parte, posso dizer que eles receberam”, disse Costa.

### Fato inusitado
Em 12 de maio de 2015, a doleira Nelma Kodama condenada a dezoito anos de prisão nos processos da Operação Lava Jato, cantou trecho de uma música do cantor Roberto Carlos para explicar aos deputados da CPI como era sua relação com o doleiro Alberto Youssef.
“Sob meu ponto de vista, eu vivi maritalmente com Alberto Youssef do ano de 2000 a 2009. Amante é uma palavra que engloba tudo, né? Amante é esposa, amante é amiga”, disse a doleira. “Tem até uma música do Roberto Carlos: a amada amante, a amada amante. Não é verdade? Quer coisa mais bonita que ser amante? Você ter uma amante que você pode contar com ela, ser amiga dela.”, Em seguida, a doleira cantarolou ‘Amada Amante’.
A doleira defendeu que os culpados fossem punidos: "Que essas brechas sejam localizadas. Que os verdadeiros culpados sejam culpados, que os inocentes sejam inocentados, e que realmente tudo isso possa mudar", afirmou.
Nelma ainda usou seu depoimento para elogiar o juiz Sergio Moro: "Eu admiro a atuação do juiz federal Sergio Moro, mesmo tendo sido sentenciada a uma pena pesada. Eu admiro. Eu acho que estão tentando virar [o jogo]", disse. "Se for necessário que haja recessão, que haja desemprego, que haja tudo isso, para acabar com essa corrupção, poxa vida! Vamos lá. Enquanto não cortarem o mal pela raiz, vai continuar."

### Contratação da Kroll
A empresa norte-americana Kroll foi contratada pela Câmara para fornecer informações à CPI que "investigou" os desvios de recursos da Petrobras,  apresentou apenas recortes de jornais, isto é, notícias já sabidas. A denúncia é da deputada Eliziane Gama (Rede-MA), que vai entrar com uma representação na Procuradoria-Geral da República para que a empresa faça o ressarcimento do dinheiro recebido para esta prestação de serviço.
Segundo a deputada, a comissão gastou R$ 1,1 milhão para contratar a Kroll, porém recebeu dela apenas “recortes de jornais” e um trabalho que mereceu apenas menção de duas páginas no relatório final.  A empresa de consultoria foi contrata para identificar contas suspeitas e repasses ilegais ao exterior investigados na Operação Lava Jato. “Estamos entrando com uma representação na Procuradoria-Geral da República para pedir o ressarcimento desse valor, porque não podemos admitir que o dinheiro do poder público seja gasto da forma como foi”, disse.
Eliziane ainda alegou que: “A própria Kroll chegou a suspender esse contrato, sabe-se lá por quais razões. Eu, pelo menos, não fiquei nenhum um pouco convencida das razões que foram apresentadas para a suspensão”.
Na avaliação da deputada maranhense, o relatório final da CPI não reflete o tamanho do escândalo de corrupção da Petrobras. A deputada acredita que houve blindagem a políticos na comissão.
Eliziane cumprimentou o trabalho feito pelos sub-relatores, que na sua avaliação diminuíram os impactos no relatório final, mas criticou o relator da CPI Luiz Sérgio por não ter feito os indiciamentos e as recomendações necessárias.  “Quero deixar aqui registrado o meu descontentamento e a minha frustração por todo o trabalho que foi feito. Nós poderíamos ter tido um relatório conclusivo. Fica o meu protesto contra esse relatório na CPI da Petrobras”, concluiu.

### Conclusão e críticas
A CPI da Petrobras chegou ao fim depois de oito meses sem pedir indiciamento de políticos. Por 17 votos a 9, os deputados aprovaram o parecer do relator, Luiz Sérgio (PT), que isentou políticos de participação nos desvios na Petrobras. O relator apenas sugeriu o indiciamento de 69 pessoas, como ex-diretores da Petrobras, ex-funcionários e operadores. O nome do ex-tesoureiro do PT João Vaccari Neto, que estava preso na Lava Jato, foi incluído de última hora por pressão de outros parlamentares.
| “                                                   | “No Brasil inteiro você vai em qualquer roda, no comércio, enfim, estão lá as pessoas falando uma frase que já é célebre no Brasil: ‘CPI acaba em pizza’” | ” |
| — Eliziane Gama (Rede-MA), em 22 de outubro de 2015 | |   |

| “                                                  | “Nós tínhamos que cumprir a nossa tarefa, que nós não cumprimos, é que está dando todo desgaste que nós estamos assistindo, que é a percepção que passou para sociedade que isso aqui terminou em pizza” | ” |
| — Ivan Valente (PSOL–SP), em 22 de outubro de 2015 | |   |

O relator Luiz Sérgio (PT-RJ) tentou explicar a conclusão do parecer: “Tenho minha consciência tranquila que trabalhei um relatório dentro de uma ótica principalmente de uma ótica propositiva” disse o relator.

## Fatos posteriores

### Vitória de Pirro
Em 12 de abril de 2016, a Polícia Federal deflagrou a Operação Vitória de Pirro, com a prisão do ex-senador Gim Argello (PTB-DF) e do assessor Paulo César Roxo Ramos, e faz referência ao rei Pirro (318 aC. – 272 aC.), duma região da Grécia Antiga, que apesar de ter derrotado os romanos em uma batalha, sofreu danos irreparáveis, tal que a vitória se mostrou inútil.
De acordo com o Ministério Público Federal (MPF), Argello é suspeito de cobrar propina para evitar convocação de empresários a comissões parlamentares de inquérito em 2014 e 2015, da CPI da Petrobras. Segundo o MPF-PR, a prisão do ex-senador foi autorizada após terem sido recolhidas provas de que ele recebeu R$ 5 milhões em propina da empreiteira UTC Engenharia, conforme depoimento do dirigente da empresa, Ricardo Pessoa, em delação premiada, à força-tarefa da Lava Jato. O MPF-PR disse ter comprovado o depósito do dinheiro nas contas dos partidos por meio de recibos.

### Resta Um
Em 2 de agosto de 2016, a Polícia Federal deflagrou a Operação Resta Um, 33ª fase da Operação Lava Jato, tendo como alvo a Construtora Queiroz Galvão. Na operação foi colhido evidências de como a Queiroz Galvão atuou para atrapalhar as investigações da CPI da Petrobras instalada no Senado, em 2009. No total foram expedidos 23 mandados de busca, dois de prisão preventiva, um de prisão temporária e seis de condução coercitiva. Foram presos na operação Ildefonso Colares Filho e Othon Zanoide, dois ex-executivos da Queiroz Galvão, que já haviam sido presos provisoriamente na sexta fase da Lava Jato.